# Barbara De Rossi
Barbara De Rossi (Roma, 9 agosto 1960) è un'attrice e conduttrice televisiva italiana.

## Biografia
Nata a Roma da Gilberto e Sofia, con una nonna materna tedesca di Stoccarda, è però cresciuta a Rimini fino all'età di 18 anni. Nel 1976 vince il concorso di bellezza Miss Teenager in cui presidente della giuria era il regista Alberto Lattuada che, dopo averle fatto l'anno successivo un provino (incluso insieme a quello di altre esordienti in Fanciulle in fiore, un servizio da lui realizzato per il rotocalco televisivo della Rete 2 della Rai, Odeon. Tutto quanto fa spettacolo), la fa debuttare al cinema, come figlia del personaggio di Marcello Mastroianni, in Così come sei (1978), per poi scritturarla in quello del personaggio di Virna Lisi in La cicala (1980). Dal 1978 al 1982 è stata anche interprete di molti fotoromanzi pubblicati dalla casa editrice Lancio.
Nel 1982 ottiene molta popolarità interpretando lo sceneggiato televisivo di Franco Rossi Storia d'amore e d'amicizia, in cui recitò accanto a Claudio Amendola, Ferruccio Amendola, Massimo Bonetti ed Elena Fabrizi. Nel 1983 torna al cinema con due pellicole: il film in costume di Giacomo Battiato I paladini: storia d'armi e d'amori, che la vede protagonista al fianco dell'esordiente Ronn Moss, e la commedia Son contento diretta da Maurizio Ponzi in cui affianca Francesco Nuti.
Ma la consacrazione definitiva le arriva l'anno seguente con il ruolo della giovane marchesa eroinomane Titti Pecci Scialoia nella prima miniserie della saga televisiva La piovra diretta da Damiano Damiani, in cui recita accanto a Michele Placido e Angelo Infanti, che la lancia a livello internazionale. Il successo prosegue nel 1985 con altre due importanti miniserie televisive Quo vadis? di Franco Rossi, trasposizione dell'omonimo romanzo storico ambientato nell'antica Roma di Henryk Sienkiewicz, in cui interpreta la schiava Eunice, ed Io e il duce di Alberto Negrin, in cui interpreta la parte di Claretta Petacci. Nello stesso anno è protagonista al cinema del film di Carlo Lizzani Mamma Ebe, presentato in concorso alla Mostra del cinema di Venezia di quell'anno.
Nel 1986 è invece tra i protagonisti, assieme a Brad Davis, del film per la televisione Il cugino americano di Giacomo Battiato, di cui viene distribuita all'estero una riduzione cinematografica. Nel 1987 è protagonista al cinema del thriller Caramelle da uno sconosciuto di Franco Ferrini e di Vado a riprendermi il gatto di Giuliano Biagetti, in cui interpreta in entrambi i casi una prostituta. Nel 1988 lavora ancora per il cinema, recitando nell'horror Nosferatu a Venezia, per la regia di Augusto Caminito, in cui affiancò Klaus Kinski, mentre nel 1989 lavora in due film francesi: L'orchestre rouge di Jacques Rouffio e Giorni felici a Clichy di Claude Chabrol; in Italia nello stesso anno prende parte al film TV Due madri ed in seguito partecipa alle due stagioni della miniserie televisiva Pronto soccorso trasmesse nel 1990 e nel 1992, dirette da Francesco Massaro. Nel 1989 è la protagonista del film TV Uomo contro uomo di Sergio Sollima, in cui interpreta una professoressa delle medie che lotta contro la 'Ndrangheta.
Nel 1992 è protagonista della miniserie di Rai 2 La storia spezzata, tratta dal romanzo omonimo di Maria Venturi, che avrà un seguito nel 1995 intitolato Storia di Chiara. Nel 1993 è protagonista della miniserie La scalata e nel 1994 è al fianco di Johnny Dorelli nel film TV Sì, ti voglio bene. Nel 1994 torna al cinema recitando nella commedia Maniaci sentimentali, esordio alla regia di Simona Izzo. Nel 1997 ha ancora il ruolo della protagonista nella fiction Rai In fondo al cuore. Nell'autunno 2000 è protagonista di altre due miniserie TV di Rai 1, Senso di colpa e Inviati speciali. Nel 2002 lavora per Alberto Manni nella fiction di Rai 2 Cinecittà e nel 2003 esce al cinema il film commedia Il pranzo della domenica diretto da Carlo Vanzina. Dopo la miniserie TV del 2004 Amiche con la regia di Paolo Poeti e due stagioni della fiction La stagione dei delitti di Claudio Bonivento, Vanzina la dirige a fianco di Massimo Boldi nelle quattro stagioni della fiction Un ciclone in famiglia in onda su Canale 5.
Partecipa all'edizione 2010 del varietà-talent di Rai 1 Ballando con le stelle condotto da Milly Carlucci, arrivando con il partner Simone Di Pasquale terza classificata. Nel 2012 prende parte, in veste di opinionista, ad alcune puntate del reality show di Rai 2 L'isola dei famosi ed in primavera è una dei protagonisti della fiction di Canale 5 Le tre rose di Eva in cui interpreta il ruolo di Eva Taviani e del film TV L'una e l'altra trasmesso sempre su Canale 5, mentre nell'autunno seguente è protagonista del film TV di Rai 1 La vita che corre, incentrato sulle morti sulla strada. Sempre nell'autunno del 2012 prende anche parte come concorrente alla seconda edizione del talent show di Rai 1 Tale e quale show condotto da Carlo Conti. Il 3 maggio 2013 debutta nella conduzione di Amore criminale; il programma va in onda in prima serata su Rai 3 per sei settimane con buoni ascolti, mentre nel mese di giugno va in onda su Canale 5 la miniserie Pupetta - Il coraggio e la passione che la vede protagonista assieme a Manuela Arcuri, Eva Grimaldi e Ben Gazzara.
Nell'autunno successivo esce nei cinema il film Universitari - Molto più che amici diretto da Federico Moccia in cui la De Rossi interpreta la madre di una delle protagoniste. Nell'autunno del 2015, oltre a condurre un nuovo ciclo di Amore criminale è anche tra i protagonisti della quarta stagione della fiction di Canale 5 L'onore e il rispetto, accanto a Gabriel Garko e Laura Torrisi. Nella primavera 2016 conduce un nuovo ciclo di puntate di Amore criminale ed entra nel cast della fiction Il bello delle donne... alcuni anni dopo trasmessa su Canale 5. Non riconfermata alla guida di Amore criminale (in cui viene sostituita da Asia Argento), nell'autunno 2016 passa a Rete 4 conducendo l'analogo Il terzo indizio. Dall'8 maggio al 16 giugno 2017 è mentore nella seconda edizione di Selfie - Le cose cambiano, varietà di Canale 5.

## Vita privata
Il 9 gennaio 1988 sposa Andrea Busiri Vici, ma la coppia divorzia nel 1990. Cinque anni più tardi sposa il ballerino e coreografo serbo Branko Tesanovic, dal quale ha una figlia, Martina, nata nello stesso anno, il 10 ottobre 1995. Il 26 aprile 2010 De Rossi annuncia l'intenzione di separarsi. Il 10 dicembre 2023 sposa a Montevarchi l'imprenditore Simone Fratini. 

## Filmografia

### Cinema
- Così come sei, regia di Alberto Lattuada (1978)
- La cicala, regia di Alberto Lattuada (1980)
- Son contento, regia di Maurizio Ponzi (1983)
- I paladini: storia d'armi e d'amori, regia di Giacomo Battiato (1983)
- Mamma Ebe, regia di Carlo Lizzani (1985)
- Attraverso la luce, episodio di Juke box, regia di Carlo Carlei (1985)
- Tre giorni ai tropici aka Grosso guaio a Cartagena, regia di Tommaso Dazzi (1986)
- Pehavý Max a strasidlá, regia di Juraj Jakubisko (1987)
- Caramelle da uno sconosciuto, regia di Franco Ferrini (1987)
- Vado a riprendermi il gatto, regia di Giuliano Biagetti (1987)
- Angela come te, regia di Anna Brasi (1988)
- Nosferatu a Venezia, regia di Augusto Caminito (1988)
- L'Orchestre rouge, regia di Jacques Rouffio (1989)
- Giorni felici a Clichy (Jours tranquilles à Clichy), regia di Claude Chabrol (1990)
- Nel giardino delle rose, regia di Luciano Martino (1990)
- Il giardino dei ciliegi, regia di Antonello Aglioti (1992)
- Maniaci sentimentali, regia di Simona Izzo (1994)
- Commedia senza titolo, regia di John Broderick (1995)
- Colibrì rosso, regia di Zsuzsa Boszormenyi (1995)
- A Bedfull of Foreigners, regia di John C. Broderick (1998)
- Babiy Jar, regia di Jeff Kanew (2003)
- Il pranzo della domenica, regia di Carlo Vanzina (2003)
- Matrimonio alle Bahamas, regia di Claudio Risi (2007)
- Universitari - Molto più che amici, regia di Federico Moccia (2013)
- Tutto può accadere nel villaggio dei miracoli, regia di Modestino Di Nenna (2016)
- Con tutto l'amore che ho (2016)

### Televisione
- Turno di notte, regia di Paolo Poeti (1981)
- Storia d'amore e d'amicizia, regia di Franco Rossi (1982)
- Il tenente del diavolo, regia di John Goldschmidt (1983)
- La piovra, regia di Damiano Damiani (1984)
- Quo vadis?, regia di Franco Rossi (1985)
- Io e il duce, regia di Alberto Negrin (1985)
- Il cugino americano, regia di Giacomo Battiato (1986)
- La zia di Frankenstein, regia di Jurai Jakubisko (1987)
- L'eterna giovinezza, regia di Vittorio De Sisti (1988)
- Uomo contro uomo, regia di Sergio Sollima (1989)
- Oggi ho vinto anch'io, regia di Lodovico Gasparini (1989)
- Due madri, regia di Tonino Valerii (1989)
- Pronto soccorso, regia di Francesco Massaro (1990)
- La storia spezzata, regia di Andrea e Antonio Frazzi (1992)
- Pronto soccorso 2, regia di Francesco Massaro (1992)
- La scalata, regia di Vittorio Sindoni (1993)
- Sì, ti voglio bene, regia di Marcello Fondato (1994)
- Storia di Chiara, regia di Andrea Frazzi e Antonio Frazzi (1995)
- La casa dove abitava Corinne, regia di Maurizio Lucidi (1996)
- Dove comincia il sole, regia di Rodolfo Roberti (1997)
- In fondo al cuore, regia di Luigi Perelli (1997)
- La missione, regia di Maurizio Zaccaro – miniserie TV (1998)
- Il commissario Raimondi, regia di Paolo Costella – miniserie TV (1999)
- Torniamo a casa, regia di Valerio Jalongo (1999)
- Senso di colpa, regia di Massimo Spano (2000)
- Marco e Giulia. Inviati speciali, regia di Francesco Laudadio (2001)
- La casa dell'angelo, regia di Giuliana Gamba (2002)
- Cinecittà, regia di Alberto Manni (2003)
- Amiche, regia di Paolo Poeti (2004)
- La stagione dei delitti, regia di Claudio Bonivento (2004)
- Un ciclone in famiglia, regia di Carlo Vanzina (2005-2008)
- Un coccodrillo per amico, regia di Francesca Marra (2009)
- Fratelli Benvenuti, regia di Paolo Costella (2010)
- Napoli milionaria! (2011)
- La vita che corre, regia di Fabrizio Costa (2012)
- Le tre rose di Eva, regia di Raffaele Mertes e Vincenzo Verdecchi (2012-2013)
- L'una e l'altra, regia di Gianfranco Albano (2012)
- Pupetta - Il coraggio e la passione, regia di Luciano Odorisio (2013)
- L'onore e il rispetto - Parte quarta, regia di Luigi Parisi e Alessio Inturri (2015)
- Il bello delle donne... alcuni anni dopo, regia di Eros Puglielli (2017)

## Teatro
- L'anatra all'arancia di William Douglas-Home e Marc-Gilbert Sauvajon (1997)
- Medea (2015-2016)
- Il Bacio (2016)
- Coro di donna e uomo (2016-2017)
- Diario di Adamo ed Eva (2018-2019)

## Programmi televisivi
- Diversamente Estate (Rete 1 1979)
- Un altro varietà (Rai 2, 1986)

La De Rossi, al centro nella foto, con Cinzia Bruno e Massimo Giuliani, nello studio di Diversamente Estate (1979)

- Uno, Due, Tre... Rai (Rai 2, 1992)
- Premio Regia Televisiva (Rai 1, 2000)
- Ultima razzia (Rete 4, 2004)
- Fantasia (Canale 5, 2008) Giurata
- Ti lascio una canzone (Rai 1, 2008-2010) Giurata
- Ballando con le stelle (Rai 1, 2010) Concorrente
- Cuochi e fiamme Celebrities (LA7, 2012) Concorrente
- Tale e quale show (Rai 1, 2012) Concorrente
- Mission (Rai 1, 2013) Inviata
- Napoli prima e dopo (Rai 1, 2013)
- Amore criminale (Rai 3, 2013-2016)
- Notti sul ghiaccio (Rai 1, 2015) Concorrente
- Lo Zecchino di Natale (Rai 1, 2015)
- Il terzo indizio (Rete 4, 2016-2018)
- Selfie - Le cose cambiano (Canale 5, 2017) Mentore
- Mai dire Talk (Italia 1, 2018) Opinionista
- No alla violenza. Il grido delle donne (Rai 1, 2021)

## Doppiatrici italiane
- Simona Izzo in La cicala

## Riconoscimenti
- Telegatto 1983 per Storia d'amore e d'amicizia, regia di Franco Rossi, Rai 1
- Maschera d'argento 1983 per La Piovra
- Top Parade di Positano di Franco Zeffirelli 1983 per La Piovra
- Laceno d'oro 1984 per l'attrice giovane
- Premio Pasinetti Festival di venezia 1985 per mamma ebe
- Personale attrice rivelazione festival del cinema italiano di nizza 1984
- Premio chianciano della critica 1984
- Premio Flaiano per la tv 1985
- Premio viva il cinema -taormina arte 1986
- Premio numeri uno 1986
- Premio vittorio de sica 1988
- Personale retrospettiva attrice mosca e spietroburgo 1989
- Premio donna 1989
- Premio abano terme critica televisiva aicret 1989
- Premio donna roma 1989
- Premio giffoni francoise truffant 1989
- Premio efebo d'argento 1990
- Premio capo circeo 1991
- Premio referendum popolare 1991 per la storia spezzata 1991
- Premio efebo d'oro 1992 per la storia spezzata
- Premio telegatto 1992 per la storia spezzata
- Vincitrice referendum popolare sorrisi e canzoni 1992
- Premio giara d'argento 1993
- Membro dell'accademia del cinema e televisione europea 1993
- Premio giara d'oro 1994
- Candidata David di Donatello miglior attrice protagonista per maniaci sentimentali
- Premio miglior film festival di nuova degli 1995 per Colibri rosso
- Premio speciale miglior film europeo da ktistof zannuti festival di san sebastian 1995 per colibrì rosso
- Premio miglior attrice protagonista festival di sorrento 1998 per colibrì rosso
- Premio a de curtis toto' 1999
- Premio Grolla d'oro 1999
- Premio alla carriera festival di salerno 2000
- Premio Massimo troisi 2000
- Premio Foyer des aristes 2000
- Premio Charlot 2003 per il pranzo della domenica
- Premio san valentino d'oro 2004
- Premio miglior attrice televisiva festival di salerno 2004 per la stagione dei delitti
- Premio internazionale le muse 2005
- Premio roma fiction fest 2009
- Premio personalità europea campidoglio 2009
- Premio Goffredo petrassi 2010
- Premio Afrodite 2010
- Premio donne eccellenti belisario 2011
- Premio teatro in tv per Napoli Milionaria
- Ambasciatrice CRMC Cinema 2011
- Premio Giffoni 2011
- Premio Margherita Hack per la comunicazione 2014
- Premio Barocco 2014
- Premio Women for Women per il sociale 2016
- Premio Caesar per il teatro 2016
- Premio penisola sorellina 2017 per il teatro
- Premio Grazia Deledda 2017
- Premio Magna grecia international 2018
- Premio Anna Magnani 2018 per il teatro
- Premio Antinoo 2019
- Premio Visioni 2021